# Olof Hvidén-Watson
Carl Olof Sando Hvidén-Watson, född 10 augusti 1982 i Sankt Pauli församling i Göteborg, är en svensk fotbollsspelare som spelar för UBON UMT UNITED i Thailand.